# یحیی افضلی
ابوزکریا، یحیی بن صالح افضلی (۱۷۰۸–۱۸۰۸م) فقیه مالکی، آموزگار و اصلاح‌طلب اجتماعی الجزایری در سدهٔ هجدهم میلادی بود که صدساله عمر کرد. در بنی‌یسقن زاده شد و در جزیرهٔ جربه آموزش یافت، سپس به زادگاهش بازگشت و تا درگذشت به تدریس پرداخت.